# Juan Matogo Oyana
Juan Matogo Oyana CMF (* 24. Mai 1949 in Nkué-Esandon) ist ein äquatorialguineischer Ordensgeistlicher und emeritierter römisch-katholischer Bischof von Bata.

## Leben
Juan Matogo Oyana trat der Ordensgemeinschaft der Claretiner bei und empfing am 19. Dezember 1976 die Priesterweihe.
Papst Johannes Paul II. ernannte ihn am 11. Oktober 1991 zum Bischof von Ebebiyin. Der Papst persönlich spendete ihm am 6. Januar des folgenden Jahres die Bischofsweihe; Mitkonsekratoren waren die Kurienerzbischöfe Giovanni Battista Re, Substitut des Staatssekretariates, und Josip Uhač, Sekretär der Kongregation für die Evangelisierung der Völker.  
Am 11. Mai 2002 wurde er zum Bischof von Bata ernannt.
Papst Franziskus nahm am 10. Dezember 2024 seinen altersbedingten Rücktritt an.